# Comté de Brookings
Le comté de Brookings est un comté situé dans l'État du Dakota du Sud, aux États-Unis. En 2010, sa population est de 31 965 habitants. Son siège est Brookings.

## Histoire
Créé en 1862, le comté doit son nom au juge et pionnier Wilmot W. Brookings.

## Villes du comté
- Cities :
  - Arlington
  - Brookings
  - Bruce
  - Elkton
  - Volga
  - White

- Towns :
  - Aurora
  - Bushnell
  - Sinai

- Census-designated places :
  - Lake Poinsett

## Démographie
Selon l'American Community Survey, en 2010, 93,97 % de la population âgée de plus de 5 ans déclare parler l'anglais à la maison, 2,37 % l'espagnol, 0,87 % l'allemand, 0,71 % une langue chinoise et 2,08 % une autre langue.
| 1870 | 1880  | 1890   | 1900   | 1910   | 1920   |
| ---- | ----- | ------ | ------ | ------ | ------ |
| 163  | 4 965 | 10 132 | 12 561 | 14 178 | 16 119 |

| 1930   | 1940   | 1950   | 1960   | 1970   | 1980   |
| ------ | ------ | ------ | ------ | ------ | ------ |
| 16 847 | 16 560 | 17 851 | 20 046 | 22 158 | 24 332 |

| 1990   | 2000   | 2010   | - | - | - |
| ------ | ------ | ------ | - | - | - |
| 25 207 | 28 220 | 31 965 | - | - | - |